# Dieter Lehnhoff
Pour les articles homonymes, voir Lehnhoff.
Dieter Lehnhoff, né le 27 mai 1955 à Guatemala, est un chef d’orchestre, compositeur et musicologue allemand. 

## Biographie
À l’âge de huit ans, Dieter Lehnhoff commence l’étude du violon avec Franz Koch et plus tard avec José Santos Paniagua, qu’il complète par la suite d’études en théorie et composition avec Harold Blanchard. À Salzbourg (Autriche), il étudie avec les compositeurs et chefs d’orchestre Klaus Ager, Josef Maria Horváth et Gerhard Wimberger. En 1986, il entame des études de musicologie à l’université catholique d’Amérique à Washington, D. C., avec Conrad Bernier et Helmut Braunlich (composition), Donald Thulean (chef d’orchestre), Ruth Steiner, Cyrilla Barr et Robert M. Stevenson (musicologie). Il obtient le titre de docteur en musicologie (Ph.D.) avec une thèse sur le compositeur baroque guatémaltèque Rafael Antonio Castellanos.
Le début de sa carrière est marqué par sa découverte de la musique baroque de Guatemala et d’Amérique latine. Il a été nommé professeur à la chaire de musicologie de l’université Rafael Landívar, qui favorise la création de diverses institutions, chargées de collecter, d'archiver et d'étudier les musiques historiques guatémaltèques et latino-américains. Il fonde également l'Orchestre symphonique et le Département de Musique de l’université « Del Valle » à Guatemala.
En 1989, il crée l’ensemble Millennium qui se consacre à l’interprétation fidèle d’un répertoire musical qui va de la Renaissance à la musique contemporaine, particulièrement de la musique de l’Amérique latine. En 1998, il est engagé comme chef d’orchestre résident de l'Orchestre métropolitain de la ville de Guatemala et en 2002 directeur artistique du Chœur national. Il est particulièrement connu pour ses interprétations du répertoire des XVIIIe et XIXe siècles.
Il est l’auteur de nombreuses pièces pour solistes, musique de chambre et grand orchestre. À titre d’exemple, citons deux concertos pour piano et orchestre, deux symphonies, musique chorale et musique de scène. Dieter Lehnhoff explore toutes les possibilités de l’écriture d’avant-garde : musique concrète, technique dodécaphonique et la nouvelle complexité. À partir de 1990, son langage a évolué vers une certaine simplification, proche de la tonalité ; à partir de 2005, il développe une écriture musicale basée sur le rythme. 
Pour son ouvrage, il a été élu membre de l'Académie de géographie et histoire (1993) de l’Association guatémaltèque des compositeurs (2002), et de l’Académie royale de la langue espagnole (2003).

## Ouvrages
- Creación Musical en Guatemala. Guatemala: Universidad Rafael Landívar y Fundación G&T Continental, 2005.  (ISBN 99922-704-7-0).
- Huellas de la Guerra en el Arte Musical. Comité Internacional de la Cruz Roja CICR, 1999.
- Música y Músicos de Guatemala. Guatemala: Universidad Rafael Landívar, 1995.
- Rafael Antonio Castellanos: Vida y Obra de un Músico Guatemalteco. Guatemala: Universidad Rafael Landívar, Instituto de Musicología, 1994.
- Espada y Pentagrama: la Música Polifónica en la Guatemala del siglo XVI. Guatemala: Universidad Rafael Landívar, 1986.

## Principaux enregistrements
- Arias favoritas (2009)
- Lumen (2008)
- Dieter Lehnhoff, Conciertos para Piano (2008)
- Melodías inolvidables de Guatemala (2007)
- Marimba Music from Guatemala (Smithsonian Folkways, 2007)
- Joyas del Barroco en Guatemala (2006)
- Tesoros musicales de la Antigua Guatemala (2003)
- Valses inolvidables de Guatemala (2000)
- Los caminos de Santiago (2000)
- Milenio (1999)
- Orígenes (1999)
- Senderos (1999)
- Ecos de antaño (1997)
- Coros de Catedral (1995)
- La Sociedad Filarmónica (1993)
- Capilla Musical (1992)
- Villancicos antiguos de Guatemala (1989)
- Gracias (1978)